# Șilindia

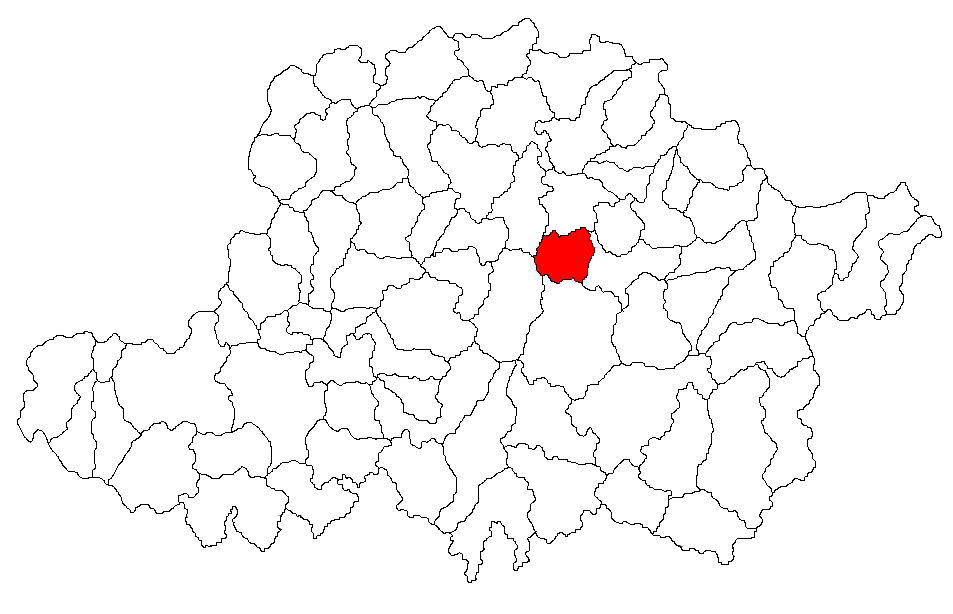
Lage der Gemeinde Șilindia im Kreis Arad

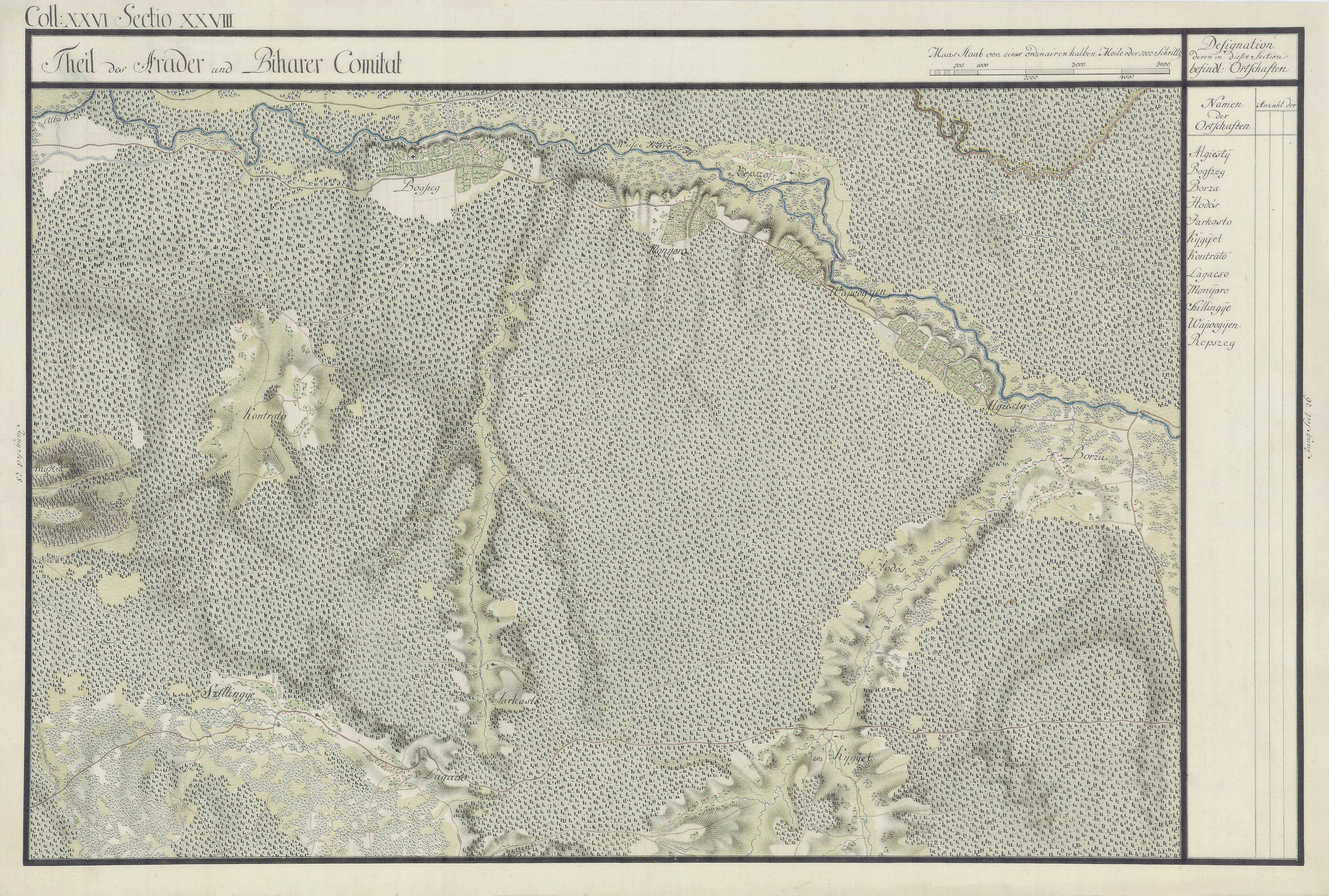
Șilindia (Szillingÿe) auf der Josephinischen Landaufnahme von 1782–1785.

Șilindia (deutsch Silingyia, ungarisch Selénd) ist eine Gemeinde im Kreis Arad, im Kreischgebiet, im Westen Rumäniens. Zu der Gemeinde Șilindia gehören auch die Dörfer Camna, Iercoșeni, Luguzău und Satu Mic. 

## Geografische Lage
Șilindia liegt im Zentrum des Kreises Arad, in 64 km Entfernung von der Kreishauptstadt Arad.

## Nachbarorte
| Satu Mic | Bocsig                                      | Voivodeni |
| Chier    | Kompassrose, die auf Nachbargemeinden zeigt | Cuied     |
| Târnova  | Tauț                                        | Luguzău   |

## Geschichte
Die erste urkundliche Erwähnung von Selend stammt aus dem Jahr 1332.
Als Namensgeber wird Johannis de Solend 1334 erwähnt. 
Im Laufe der Jahrhunderte traten verschiedene Schreibweisen des Ortsnamens in Erscheinung:
1475 Selend, 1598 Selind, 1715 Silingyia, 1722 Silingyia, 1808 Silingyia, Selind, 1828 Silingia, 1839, 1851 Silingyia, 1863 Szilingyia, 1877 Silingyia, 1882 Silingyia, 1886 Silingyia, 1893, 1900 Silingyia, 1909 Șilindia, Silingya, 1910, 1913 Selénd, Seléndliget, 1921 Șilindia, Selénd, 1932, 1956 Șilindia.
Nach dem Frieden von Karlowitz (1699) kam Arad und das Maroscher Land unter österreichische Herrschaft, während das Banat südlich der Marosch bis zum Frieden von Passarowitz (1718) unter Türkenherrschaft verblieb. Auf der Josephinischen Landaufnahme ist Szillingije eingetragen. Infolge des Österreichisch-Ungarischen Ausgleichs (1867) wurde das Arader Land, wie das gesamte Banat und Siebenbürgen, dem Königreich Ungarn innerhalb der Doppelmonarchie Österreich-Ungarn angegliedert. Die amtliche Ortsbezeichnung war Selénd.
Der Vertrag von Trianon am 4. Juni 1920 hatte die Grenzregulierung zur Folge, wodurch Șilindia an das Königreich Rumänien fiel.
In Șilindia wurden 1967 bei archäologischen Ausgrabungen dakische Münzen aus dem 3. Jahrhundert v. Chr. entdeckt. Es handelt sich um 800 Silbermünzen mit einem Gewicht von 10–11 kg. Die Silbermünzen befinden sich zum Teil im Museumskomplex Arad (366 Münzen) und zum Teil im Museum in Oradea (361 Münzen). Zwei Münzen werden im Lyzeum in Ineu aufbewahrt.

## Bevölkerungsentwicklung
| 1880 | 2067 | 1703 | 312  | 28  | 24 |
| 1910 | 3921 | 2137 | 1617 | 156 | 11 |
| 1930 | 3420 | 2124 | 1207 | 47  | 42 |
| 1977 | 1494 | 1123 | 360  | 3   | 8  |
| 1992 | 1031 | 829  | 188  | 4   | 10 |
| 2002 | 959  | 794  | 143  | 2   | 20 |
| 2021 | 858  | 793  | 49   | -   | 16 |